# Саракаевы
Саракаевы (осет. Сарахъатæ, карач.-балк. Саракъалары) — один из древних аристократических родовых узденей Северного Кавказа, широко известный в Дигории (Осетии), Балкарии, Чеченской Республике. 
Фамильное гнездо дигорских Саракаевых находится в селении Ахсау (Ирафский район, Северная Осетия), которое было основано 400 лет назад. Здесь находится родовая башня и расположен средневековый склеп Саракаевых. Родственниками (осет. æрвадæлтæ) Саракаевых считаются Царукаевы, Датдеевы.
На балкарском языке данная фамилия пишется как «Саракъалары». С давних пор в Балкарии в селении Тёбен Эль живут представители узденьской ветви, родственные дигорским Саракаевым. Родовая тамга (герб) этой фамилии представляет собой маленькую прописную букву «Ч» русского алфавита.

## Генетическая генеалогия
IN74115 — Sarakaev Artur — G2a1a1a1a1 (DYS505=9, YCAII=19,21, DYS391=11, DYS390=23)

## Известные представители
У чеченцев представители ветви этого рода именуются как озди. Известны писатели, публицисты и народные просветители Ибрагим-Бек Саракаев (1883—1934) и его сын Хамзат Ибрагим-Бекович Саракаев (1927-2013).
В XVIII веке был известен Александр Карлович Саракаев — думный дворянин Витебской губернии, помещик, владелец имений в разных уездах, торговых рядов и нескольких текстильных мануфактур в Витебском уезде.